# Parodontomelus luci
Parodontomelus luci är en insektsart som beskrevs av Axel Hochkirch 1999. Parodontomelus luci ingår i släktet Parodontomelus och familjen gräshoppor. Inga underarter finns listade i Catalogue of Life.